# Shirley Babashoff
Shirley Babashoff (Whittier, 31 gennaio 1957) è un'ex nuotatrice statunitense.

## Biografia
Specializzata nello stile libero, durante la sua carriera stabilì undici record mondiali (6 individuali e 5 in staffette) e vinse otto medaglie olimpiche. Conquistò due ori nella 4x100m sl, uno alle Olimpiadi di Monaco 1972 e l'altro a Montreal 1976; raggiunse anche due titoli mondiali nel 1975 ai Campionati di Sofia nei 200m e 400m sl.
Ai Giochi di Montréal nel 1976 vinse, oltre all'oro in staffetta, 4 medaglie d'argento in una competizione dominata dalle nuotatrici della Germania Est. Fu in seguito provato che le nuotatrici tedesche fecero uso di sostanze dopanti per vincere gli ori. Benché la Babashoff non abbia vinto alcun oro individuale ai Giochi olimpici, è ancora vista come una delle più grandi stile liberiste di tutti i tempi. Il tempo con cui vinse l'argento nei 400m sl a Montreal 1976 avrebbe sconfitto Don Schollander dodici anni prima ai Giochi di Tokyo 1964.
Nel 1982 fu introdotta nella International Swimming Hall of Fame.
Occasionalmente ci si è riferiti alla Babashoff come "Surly Shirley" (sgarbata Shirley), a causa dei suoi pubblici attacchi alle nuotatrici della Germania est, accusate di imbrogliare. Suo fratello Jack Babashoff è stato anch'esso nuotatore olimpico.
Molto tempo dopo la sua carriera agonistica, diventò una madre single e prese lavoro alle poste statunitensi nella contea di Orange, California.